# Mario Gallo
Mario Gallo (ur. 1874, zm. 1945) – argentyński reżyser i producent filmowy włoskiego pochodzenia. Reżyser pierwszego argentyńskiego filmu fabularnego – La revolución de Mayo (1909). Był też producentem pierwszego argentyńskiego filmu pełnometrażowego – Tierra Baja (1912).
Gallo urodził się we Włoszech. Do Argentyny przybył w 1905 r. Początkowo zarabiał na życie grając na pianinie w kawiarni w Buenos Aires. Tam poznał elektryka Atilio Lipizziego, który zajmował się wyświetlaniem filmów; dzięki niemu Gallo poznał filmy fabularyzowane, które zaczynały zdobywać popularność w USA i Europie. W tamtym czasie w Argentynie nadal królowały filmy dokumentalne. Gallo zaczął kręcić fabuły – z aktorami, scenariuszami.
Produkował liczne filmy historyczne, ale też aktualności. Założył wytwórnię Actualidaded Gallo Film, która od 1920 r. zajmowała się wypuszczaniem kroniki filmowej. Produkował też filmowe adaptacje opery (m.in. opery Tosca); podczas ich projekcji za kulisami ukryci byli śpiewacy i śpiewaczki, którzy śpiewali w odpowiednich momentach filmu.
Jednak jego działalność nie przyniosła mu dochodu. Zmarł w biedzie w 1945 r.

## Wybrana filmografia
- La revolución de Mayo (1909) – pierwszy argentyński film fabularny
- El fusilamiento de Dorrego
- La batalla de Maipú
- Camila O'Gorman
- La batalla de San Lorenzo
- La creación del himno
- Juan Moreira (adaptacja powieści Eduardo Gutiérreza)
- Tierra Baja (1912, pierwszy argentyński film pełnometrażowy)[2][3]